# Nowe Grudze
Nowe Grudze – wieś w Polsce położona w województwie łódzkim, w powiecie łowickim, w gminie Łyszkowice.
Przez wieś przebiega droga wojewódzka nr 704.
W latach 1975–1998 miejscowość administracyjnie należała do województwa skierniewickiego.